# Saint-Joseph, Loire
Saint-Joseph este o comună în departamentul Loire din sud-estul Franței. În 2009 avea o populație de 1.846 de locuitori.

## Evoluția populației
| An        | 1975  | 1982  | 1990  | 1999  | 2006  | 2009  |
| --------- | ----- | ----- | ----- | ----- | ----- | ----- |
| Populație | 1.144 | 1.200 | 1.414 | 1.623 | 1.784 | 1.846 |